# HIStory World Tour
L'HIStory World Tour è stato il terzo ed ultimo tour di concerti da solista del cantautore statunitense Michael Jackson, a supporto del suo nono album in studio, HIStory: Past, Present and Future - Book I, e, nella sua seconda parte, anche del suo album di remix Blood on the Dance Floor: HIStory in the Mix.
Il tour iniziò il 7 settembre 1996 al Letná Park di Praga, con uno dei concerti di maggior successo nella carriera del cantante, davanti a 150 000 spettatori, per poi fare tappa anche in Italia, con uno spettacolo a Milano il 18 giugno 1997. Il tour si concluse a Durban, in Sudafrica, alla presenza di Nelson Mandela e di oltre 45 000 spettatori, il 15 ottobre 1997.
In totale Jackson eseguì 82 concerti in 35 nazioni tra Europa, Africa, Asia, Oceania e Nord America. Con oltre 4,5 milioni di spettatori e un incasso di oltre 165 milioni di dollari, l'HIStory World Tour divenne il tour di maggior successo della carriera di Jackson e, all'epoca, anche quello di maggior successo nella storia della musica, infrangendo il precedente record stabilito dallo stesso cantante con il Bad World Tour.

## Il tour

### Antefatti

#### Royal Concertin Brunei
Il 16 luglio 1996, circa due mesi prima dell'inizio dell'HIStory World Tour, Michael Jackson fu invitato ad esibirsi nel sultanato del Brunei dal sultano Hassanal Bolkiah, suo grande ammiratore, e all'epoca l'uomo più ricco del mondo, in occasione dei festeggiamenti per il suo 50º compleanno. Il Royal Concert, ad ingresso gratuito, fu eseguito al Jerudong Park di Bandar Seri Begawan alla presenza della famiglia reale e di un pubblico di 60.000 persone, in un'imponente area concerti appositamente costruita per l'occasione. Il sultano pagò Jackson circa 17 milioni di dollari perché si esibisse al suo compleanno, la cifra più alta mai pagata per un concerto privato. Nel viaggio di ritorno Jackson si fermò in Sudafrica, per annunciare i futuri spettacoli dell'HIStory World Tour nel paese e per incontrare Nelson Mandela; parlando con il cantante, il presidente sudafricano affermò: «posso vedere chi è il leader mondiale. Non ho mai visto così tanti giornalisti».
Nelle idee iniziali di Jackson, il concerto doveva essere una fusione tra i suoi precedenti Bad World Tour (in fatto di arrangiamenti, parte dei brani e i suoi costumi) e Dangerous World Tour (per quanto riguardava effetti speciali e costumi delle canzoni provenienti dall'album Dangerous), con il ritorno dal vivo dei brani Another Part of Me, Rock with You, Dirty Diana, Bad e Heal the World. Tuttavia, dopo aver discusso il progetto con il coreografo e regista dello show, Kenny Ortega, Jackson cambiò idea, rimodellando lo spettacolo solo sui concerti del Dangerous Tour.
Gran parte del concerto somigliava quindi all'ultimo tour del cantante, tra cui il palco, la scaletta e i suoi costumi, per mantenere segreti i dettagli dell'imminente HIStory World Tour. Le uniche differenze erano alcuni musicisti e ballerini, e i costumi di Jackson per il nuovo brano You Are Not Alone e per Black or White, simili a quelli che avrebbe usato nel tour successivo. Lo spettacolo vide il debutto live in concerto di You Are Not Alone ed Earth Song, così come le ultime esibizioni live di She's Out of My Life (fino alle prove dei Michael Jackson & Friends), Jam, Human Nature e I Just Can't Stop Loving You (fino alle prove di This Is It).
È l'unico concerto nella carriera solistica di Jackson ad avere alla batteria di Rayford Griffin, infatti, il ruolo di batterista nelle performance live del cantante era generalmente affidato a musicisti di lunga data come Ricky Lawson o Jonathan Moffett.

##### ScalettaRoyal Concert
- 1. "Brace Yourself" video / "The Toaster" introduzione
- 2. Jam
- 3. Wanna Be Startin' Somethin'
- 4. Human Nature
- 5. Smooth Criminal
- 6. I Just Can't Stop Loving You (duetto con Marva Hicks)
- 7. She's Out of My Life
- 8. The Jackson 5 Medley:
  - I Want You Back
  - The Love You Save
  - I'll Be There
- 9. Thriller
- 10. Billie Jean
- 11. The Way You Make Me Feel
- 12. "Black Panther" video
- 13. Beat It
- 14. You Are Not Alone
- 15. Dangerous
- 16. Black or White
- 17. Man in the Mirror

Encore:
- 18. Earth Song

### Annuncio e promozione

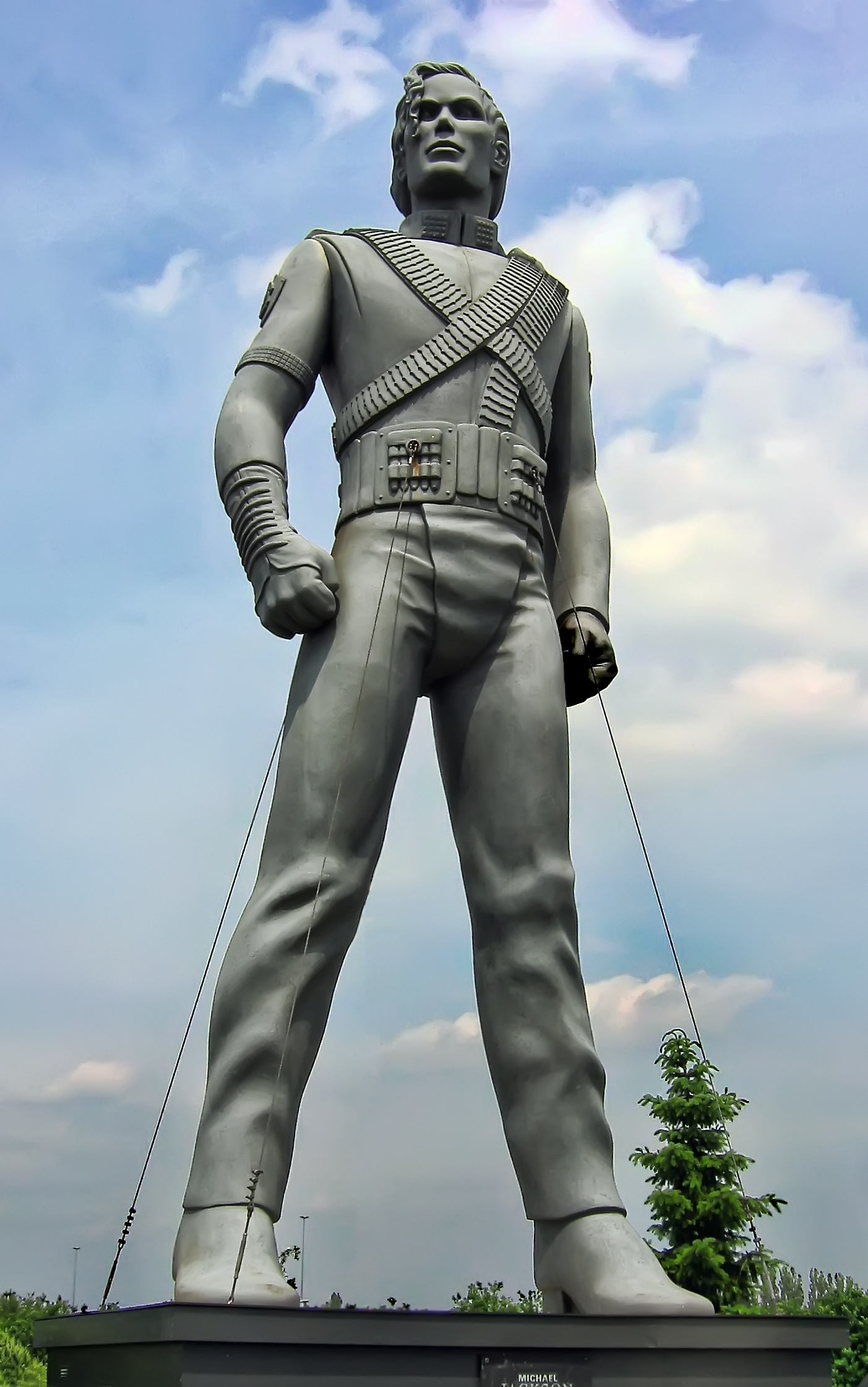
Una delle statue di Jackson usate per la promozione dell'album HIStory e dellHIStory World Tour.

La serie di concerti fu ufficialmente annunciata il 20 marzo 1996 a Parigi, durante una conferenza stampa alla quale partecipò Jackson e il suo socio in affari di allora, il principe saudita Al Walid, col quale aveva fondato la società Kingdom Entertainment che avrebbe prodotto in parte il tour stesso. La tournee' fu la prima di Jackson a non venire sponsorizzato dalla Pepsi, pertanto l'artista creò per l'occasione una sua bibita personale per promuovere il tour, un energy drink confezionato all'interno di lattine color oro che chiamò Mystery Drink. Furono inoltre realizzati molti spot televisivi e concorsi tramite alcuni canali come MTV. Varie statue raffiguranti Michael Jackson, di circa dieci metri di altezza, erano state realizzate l'anno precedente per promuovere il nuovo album; una di esse fu utilizzata per promuovere la partenza del tour a Praga, venendo eretta su di un gigantesco piedistallo che sovrastava la città nello stesso punto in cui un tempo si ergeva una statua raffigurante Stalin, creando anche alcune controversie. A causa dei costi eccessivi per lo spostamento della statua, di passaggio ad Amsterdam per la settima data del tour, il cantante la donò alla Fondazione per l'infanzia Ronald McDonald che, in seguito, la collocò all'esterno di uno dei ristoranti della famosa catena a Best nei Paesi Bassi, fino al 2019.

### Allestimento

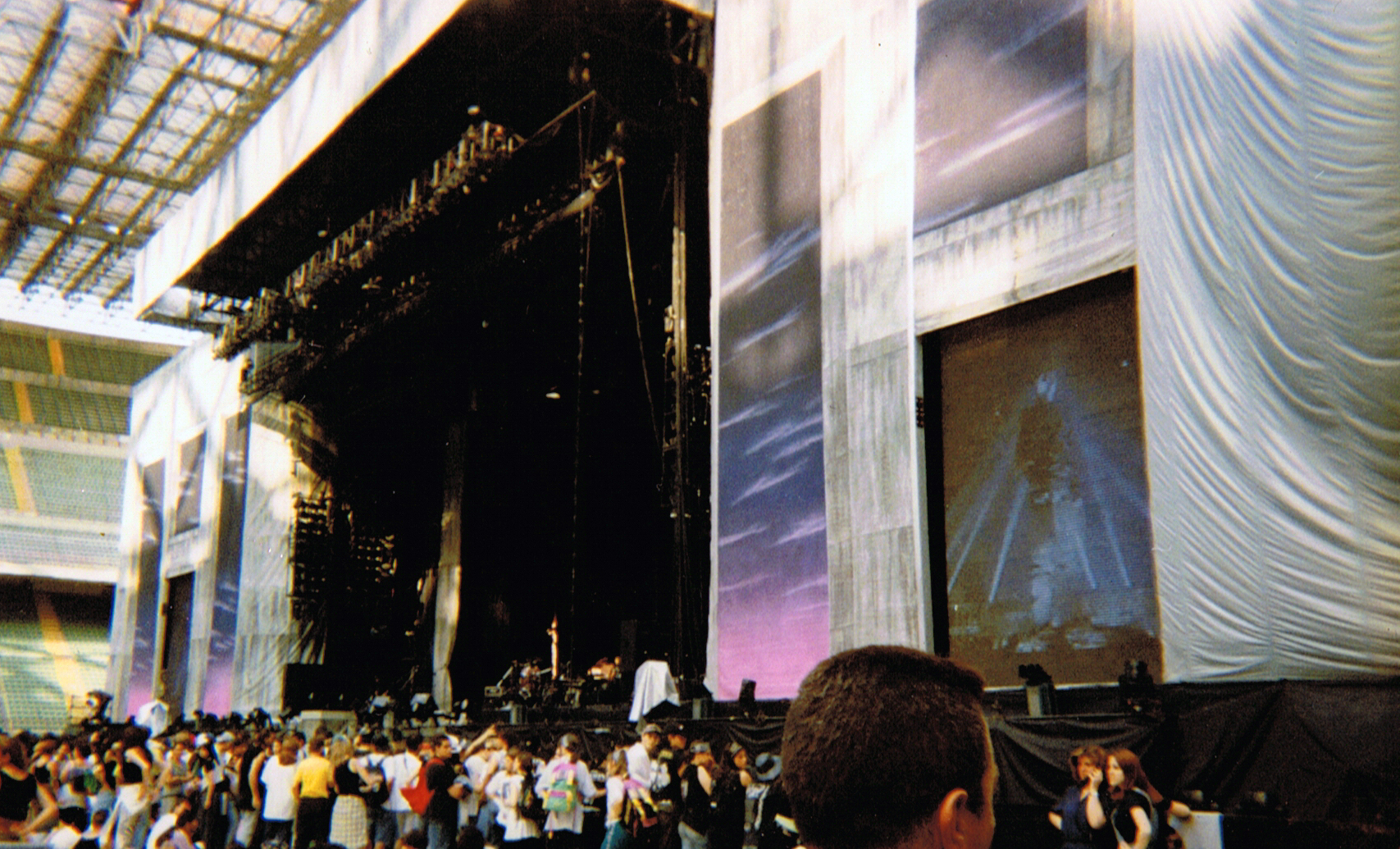
Il palco dell'HIStory World Tour a Milano il 18 giugno 1997.

Per trasportare le attrezzature erano necessari un Boeing 707 e due aerei cargo Antonov-124, i più grandi del mondo, mentre per i trasporti in loco venivano utilizzati 43 camion. Lo staff "permanente" contava 140 membri, e veniva poi rinforzato da una forza lavoro locale di oltre 2.000 persone. Il palco era lungo oltre 70 metri e largo 20; la struttura superava i 23 metri d'altezza, aveva un peso di 240 tonnellate e 4 chilometri di cavi. Per montarlo erano necessari tre giorni, più altri due per allestire i restanti elementi (luci, schermi, impianti audio e le attrezzature della band). Viceversa, lo smantellamento richiedeva solo un giorno e mezzo. Per poter fare fronte alle richieste di più concerti a settimana, venivano impiegati due palchi identici con relative attrezzature, e relativi costi doppi, in modo che uno potesse essere montato in un paese mentre l'altro era ancora in utilizzo o doveva ancora essere smontato.

### Preparazione e dettagli

#### I costumi
Come per i precedenti tour di Jackson, anche per questo i costumi vennero curati e realizzati dal duo di stilisti Dennis Tompkins & Michael Lee Bush, che il cantante aveva conosciuto sul set di Captain EO nel 1985. Il costume iniziale di Jackson fu ispirato alle illustrazioni di robot del famoso illustratore giapponese Hajime Sorayama, a sua volta ispirato dalla robot del film Metropolis di Fritz Lang che aveva ispirato anche il droide C-3PO della saga di Star Wars. Era particolarmente elaborato ed erano necessari 15 minuti per indossarlo; consisteva in una tuta militare oro e argento sopra la quale il cantante indossava una vera e propria armatura cromata: un elmo, una corazza, dei guanti, tutti color argento e oro, e degli schinieri e dei bracciali color argento.

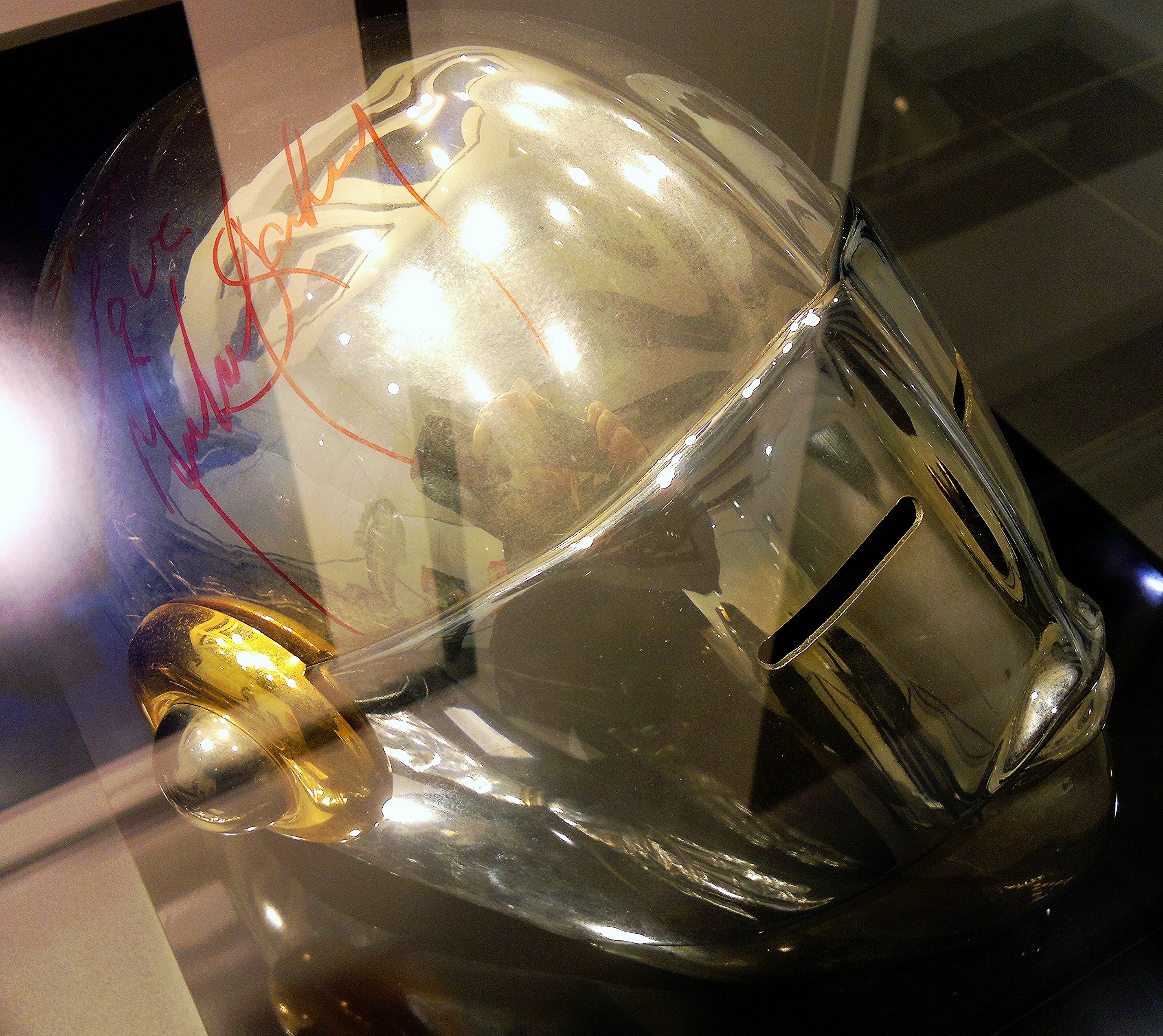
L'elmo argentato dell'armatura utilizzata da Jackson all'inizio dei concerti e realizzato per lui dal duo di stilisti Bush/Tompkins.

Come nei suoi precedenti tour, Jackson era solito tenere una parte del costume iniziale per tutta la prima parte dello spettacolo: in questo caso erano i pantaloni dorati che l'artista teneva addosso cambiando la giacca nelle diverse canzoni; per esempio durante Smooth Criminal indossava il blazer bianco gessato, la camicia blu con la cravatta bianca e il borsalino bianco come quelli del videoclip. Durante i primi concerti europei del 1996, per Thriller Jackson indossò una giacca rossa con strisce nere, simile a quella del video originale, ma durante i primi 3 concerti ad Amsterdam utilizzo una giacca simile a quella usata nei concerti giapponesi del Bad World Tour nel 1987, ed infine sostituita in seguito da una di colore bianco e nero simile a quella utilizzata in precedenza nel Dangerous World Tour. Anche per Come Together e D.S. indossò inizialmente una giacca rossa fino a Varsavia, cambiata successivamente con una di colore blu da Saragozza in poi. Solo al primo dei due concerti di Brema del 1997, il cantante usò la giacca bordeaux del video di Blood on the Dance Floor durante l'esecuzione del brano, mentre nei concerti successivi ne indossò una color blu e argento. Durante Black Or White il cantante indossava degli schinieri placcati in vero oro sulle gambe e un tutore argento sull'avambraccio. Per creare i nuovi costumi, Bush e Tompkins impiegarono più di tre mesi.

#### La band e i ballerini
La band di Jackson subì alcuni cambiamenti rispetto alle precedenti formazioni: ai coristi maschili dei precedenti tour si aggiunse Fred White, sostituendo Darryl Phinnesee da Brema in poi, mentre Marva Hicks, che aveva sostituito Siedah Garrett nel Royal Concert, fu scelta come nuova corista femminile solo in tutte le tappe della prima parte fino a Gelsenkirchen. Jonathan Moffett, storico batterista di Jackson fin dal 1979, poté finalmente prendere parte al tour, dopo che altri impegni avevano portato alla sua sostituzione con Ricky Lawson nelle precedenti tournée del cantante. Brad Buxer venne riconfermato nella posizione di direttore musicale, ruolo che aveva già svolto nella seconda parte del Dangerous Tour, così come Jennifer Batten, ormai al suo terzo tour come chitarrista principale di Jackson; a causa di problemi familiari l'artista fu costretta a saltare alcuni concerti del tour asiatico, venendo brevemente sostituita da Greg Howe.
Tra i ballerini, Jackson riconfermò LaVelle Smith, Damon Navandi e Travis Payne dai precedenti tour, scegliendone altri 9 di nuovi, tra i quali Faune A. Chambers e l'esordiente Cris Judd. Come per il precedente tour, Jackson collaborò col regista e coreografo Kenny Ortega per la creazione e la direzione dello spettacolo.

#### Lo spettacolo e gli effetti speciali
Come le precedenti tournée di Jackson, l'HIStory World Tour fu estremamente innovativo per l'epoca, con tre giganteschi schermi situati ai lati e sullo sfondo del palco che proiettavano video e riprese in diretta, mentre quello principale poteva essere diviso in due e, le due parti, spostarsi a destra e sinistra del palco.
Dopo un conto alla rovescia di 5 minuti annunciato in varie lingue del mondo partivano le note de La Grande Porta di Kiev di Musorgskij e avveniva una simbolica "inaugurazione" della statua di HIStory dipinta sul lato sinistro del palco (inizialmente era stato previsto di portare ad ogni concerto una delle statue vere e proprie create per la promozione dell'album, ma l'idea venne presto accantonata a causa dei grandi costi e dei problemi logistici); lo spettacolo si apriva con un filmato in CGI in cui era possibile vedere una navetta simile alla punta di un missile, chiamata "MJ-2040", che attraversava lo spazio e il tempo fino a sparire dall'inquadratura per apparire, con una fragorosa esplosione, direttamente sul palco davanti ai fan in visibilio. Il portello della navetta veniva sfondato dall'interno da Jackson che faceva il suo ingresso sul palco con la sua armatura addosso. Una volta liberatosi della corazza e dell'elmo, Jackson iniziava lo show con un'inedita versione da solista di Scream per poi essere raggiunto dai suoi ballerini che, dopo aver eseguito una coreografia in stile militare soprannominata "The Drill", lo accompagnavano in They Don't Care About Us e In the Closet. Tolti i restanti pezzi di armatura, eseguiva Wanna Be Startin' Somethin' e Stranger in Moscow, che accompagnava con dei movimenti di popping e di robot dance che nei precedenti tour era solito eseguire durante Human Nature. Dopo aver fatto scendere un gigantesco telone sul palco, mitragliandolo con un mitra stile Thompson, Jackson si esibiva in Smooth Criminal, durante la quale eseguiva il passo "45 Degree Lean", la famosa inclinazione anti-gravitazionale di cui deteneva il brevetto. In ogni concerto, durante You Are Not Alone, una ragazza del pubblico veniva fatta salire sul palco per ballare con lui. Subito prima di Billie Jean, Jackson saliva sul palco con indosso solo i pantaloni neri con galloni dorati, mocassini e calzini bianchi con strass e una T-shirt bianca e con una valigetta in mano, dalla quale estraeva la giacca nera di lustrini, il guanto bianco di strass e il cappello nero indossandoli tra le urla del pubblico, per poi iniziare l'esibizione.

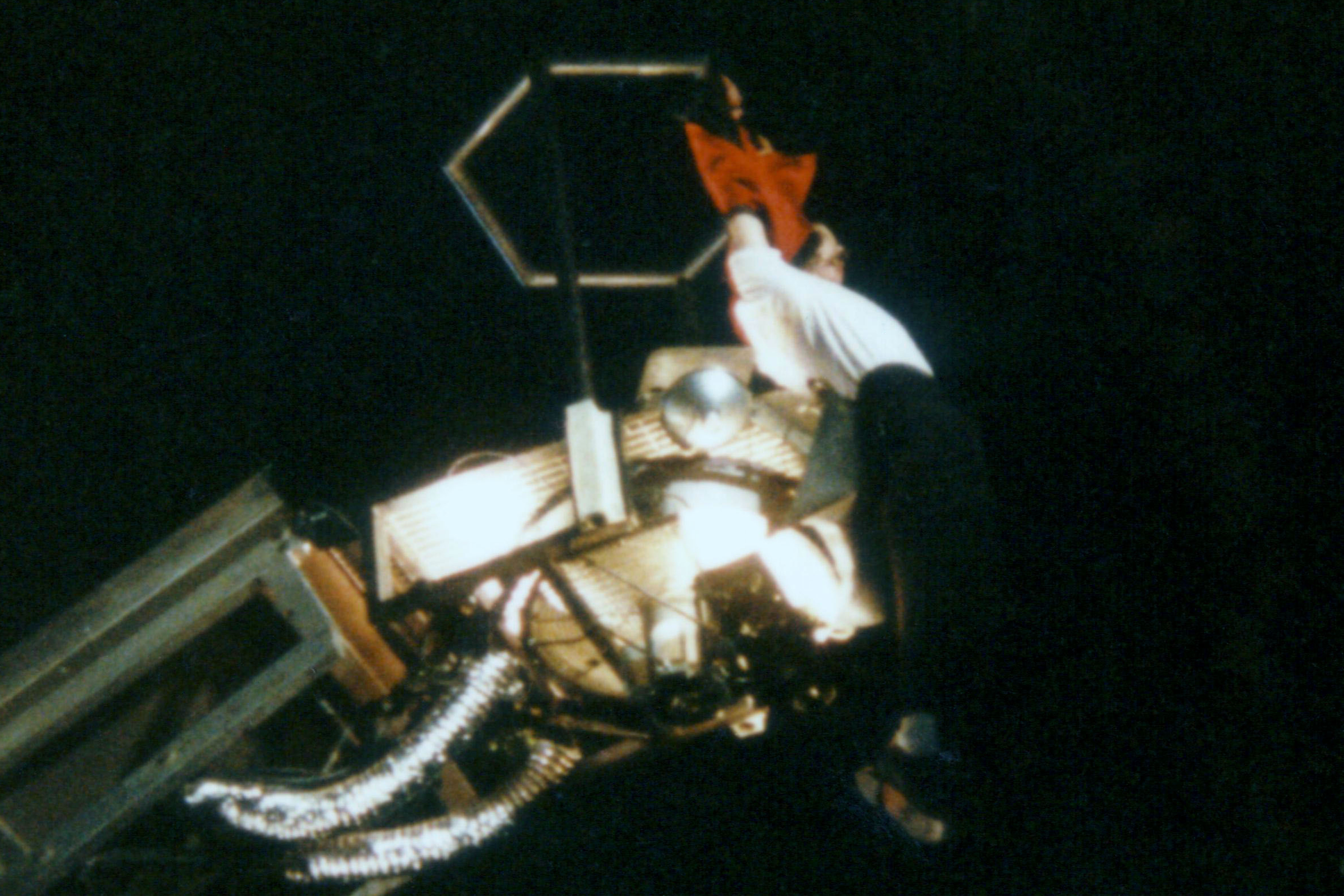
Jackson mentre si sporge, reggendosi solo dalle mani, dalla gru sherry picker durante Earth Song, a Losanna, Svizzera, il 20 giugno 1997.

Alla fine di Thriller vi era un particolare trucco di magia: dopo essere stato chiuso in una specie di sarcofago, trafitto da lame e dato alle fiamme, Jackson spariva per riapparire dall'altra parte del palco sopra il braccio meccanico per eseguire Beat It; in Black or White veniva invece costruito un vero e proprio muro di amplificatori al centro del palco che cadeva sopra Jackson e i ballerini al termine della canzone in una fragorosa esplosione. Per Earth Song veniva utilizzata una scenografia di case distrutte e macerie; durante l'esecuzione Jackson saliva sul braccio meccanico che lo sollevava sopra il pubblico, mentre alla fine del brano, un gigantesco carro armato faceva irruzione sul palco e Jackson vi si parava davanti per fermarlo, come il "Rivoltoso Sconosciuto" della protesta di piazza Tienanmen. Dopo i saluti finali dai ballerini, coristi e membri della band, accompagnato nuovamente dalle note di They Don't Care About Us e di La grande porta di Kiev di Musorgskij, Jackson faceva il suo ultimo ingresso sul palco e lo spettacolo si concludeva tra bandiere di tutte le nazioni, coriandoli dorati e argentati e fuochi d'artificio con un'interpretazione di HIStory. Quasi ogni data era preceduta e seguita da uno spettacolo di fuochi artificiali, là dove permesso dalle condizioni atmosferiche e dalle autorizzazioni cittadine, mentre durante il concerto vero e proprio vi erano oltre 200 esplosioni ed effetti pirotecnici.

## Scaletta

### Scaletta delle prove
Nel 2018 Jonathan Moffett, il batterista di Jackson durante l'HIStory World Tour, ha condiviso sui suoi social personali documenti e audio originali riguardanti le prove della tournée: secondo il primo documento del 30 luglio 1996, la title track HIStory doveva essere eseguita in versione ridotta, mentre la scaletta includeva i brani Childhood, Dirty Diana, State Of Shock, Man in the Mirror, Will You Be There, She's Out of My Life e 2 Bad; di quest'ultima Moffett ha pubblicato anche un file audio nel 2020. Nel secondo documento, datato 25 agosto 1996, la scaletta era quella vista successivamente più il brano She's Out of My Life, poi rimosso definitivamente prima dell'inizio del tour. Un video contenente immagini inedite e parti delle prove del tour è trapelato online nel 2013. Le prime prove furono eseguite presso l'Aeroporto Internazionale di Orlando Sanford in Florida e la Norton Air Force Base a San Bernardino tra luglio e agosto 1996. Le ultime prove, prima della partenza per l'Europa, furono eseguite a Los Angeles il 25 agosto 1996.

### Scaletta del tour
1. "La grande porta (Nella capitale Kiev) / "MJ-2040" musica e video-introduzione
2. Scream / They Don't Care About Us / In the Closet (con snippet da HIStory e She Drives Me Wild)
3. Wanna Be Startin' Somethin'
4. Stranger in Moscow
5. Interludio musicale della band (con Childhood e Dirty Diana strumentali)
6. Smooth Criminal
7. "The Wind" video interludio
8. You Are Not Alone
9. The Way You Make Me Feel 1
10. The Jackson 5 Medley:
  - I Want You Back
  - The Love You Save
  - I'll Be There
11. Off the Wall Medley: 2
  - Rock with You
  - Off the Wall
  - Don't Stop 'Til You Get Enough
12. "Remember the Time" video interludio
13. Billie Jean
14. Thriller
15. Beat It
16. Come Together / D.S. 3
17. Blood on the Dance Floor 4
18. "Black Panther" spezzone finale del video di Black or White
19. Dangerous (con snippet da Get Happy di Judy Garland, Smooth Criminal, You Want This e Let's Dance di Janet Jackson e il tema de Il buono, il brutto e il cattivo di Ennio Morricone)
20. Black or White (anticipato dallo spezzone iniziale del video della canzone con la presenza di Macaulay Culkin)
21. Earth Song
22. We Are the World 5
23. Heal the World
24. HIStory (anticipata da una versione strumentale di They Don't Care About Us e da La grande porta (Nella capitale Kiev) di Mussorgsky)

#### Variazioni
1 The Way You Make Me Feel è stata eseguita solamente negli spettacoli compresi tra il 7 settembre 1996 ed il 15 giugno 1997.
2 L'Off the Wall Medley è stato eseguito solamente negli spettacoli compresi tra il 7 settembre ed il 2 ottobre 1996 ed in quelli tra l'11 ottobre 1996 ed il 13 giugno 1997.
3 Il medley Come Together / D.S. è stato eseguito solamente negli spettacoli tra il 7 settembre e l'11 novembre 1996.
4 Blood on the Dance Floor è stata eseguita solamente negli spettacoli tra il 31 maggio ed il 29 giugno 1997 ed in quelli tra il 4 luglio ed il 19 agosto 1997.
5 We Are the World è stata eseguita solamente nelle ultime date del tour dai membri della band.
6 Una versione pre-registrata di Smile venne riprodotta prima dell'inizio del concerto solo allo spettacolo del 3 settembre 1997 in tributo alla morte della principessa Diana avvenuta pochi giorni prima e, allo stesso spettacolo, un'immagine della principessa, che era stata mostrata sugli schermi durante la canzone, venne anche trasmessa sugli schermi durante il girotondo dei bambini di Heal the World al posto delle immagini del mappamondo.

## Accoglienza

### Europa orientale e Nord Africa
La serie di concerti ebbe inizio in Europa dell'Est, visitando luoghi dove Jackson non si era mai esibito prima di allora; la data iniziale del tour in Repubblica Ceca divenne il concerto più grande della carriera del cantante, richiamando oltre 150.000 spettatori al Letná Park di Praga. Lo spettacolo all'Aeroporto Bemowo di Varsavia attirò una folla di oltre 120.000 persone, rendendolo il più grande concerto mai tenuto in Polonia; anche i suoi secondi concerti in Romania e Russia furono seguiti da cifre altrettanto imponenti: a Bucarest il concerto fu visto da 80.000 persone, mentre a Mosca da più di 70.000. Nei Paesi Bassi Jackson fu tra i primi artisti ad esibirsi nella nuova Amsterdam Arena, con tre concerti sold out davanti a 150.000 spettatori totali. Il tour si spostò quindi a Tunisi, dove il 7 ottobre Jackson si esibì per 60.000 fan, nel suo primo concerto da solista in Africa.

### Asia
Nonostante una serie di difficoltà organizzative e problemi causati da gruppi religiosi, anche il secondo tour asiatico di Jackson fu un enorme successo: i due concerti iniziali a Seul divennero i più grandi eventi musicali mai tenuti nello Stadio Olimpico, con oltre 120.000 spettatori paganti; Jackson divenne anche il primo artista straniero ad esibirsi nella sede. Al concerto di Kuala Lumpur fu aggiunta una seconda data per cercare di soddisfare l'ingente richiesta; oltre 110.000 persone assistettero ai due spettacoli, i più grandi mai tenuti in Malaysia. In India migliaia di fan invasero l'aeroporto internazionale di Mumbai per assistere all'arrivo di Jackson, mentre una folla gigantesca fiancheggiò l'intero percorso di 15 chilometri fino all'hotel del cantante, per poter assistere al suo passaggio. Lo spettacolo tenuto all'Andheri Sport Complex davanti a 70.000 spettatori divenne un evento di importanza politica, e il più grande concerto a cui il paese avesse mai assistito. In Giappone il cantante eseguì la terza serie di sold out al Tokyo Dome della sua carriera, diventando l'unico artista ad aver venduto 21 concerti nello stadio, davanti ad oltre 1 milione di fan in totale. Nelle Filippine, oltre 100.000 persone videro i due concerti che Jackson tenne a Manila.

### Oceania e Hawaii

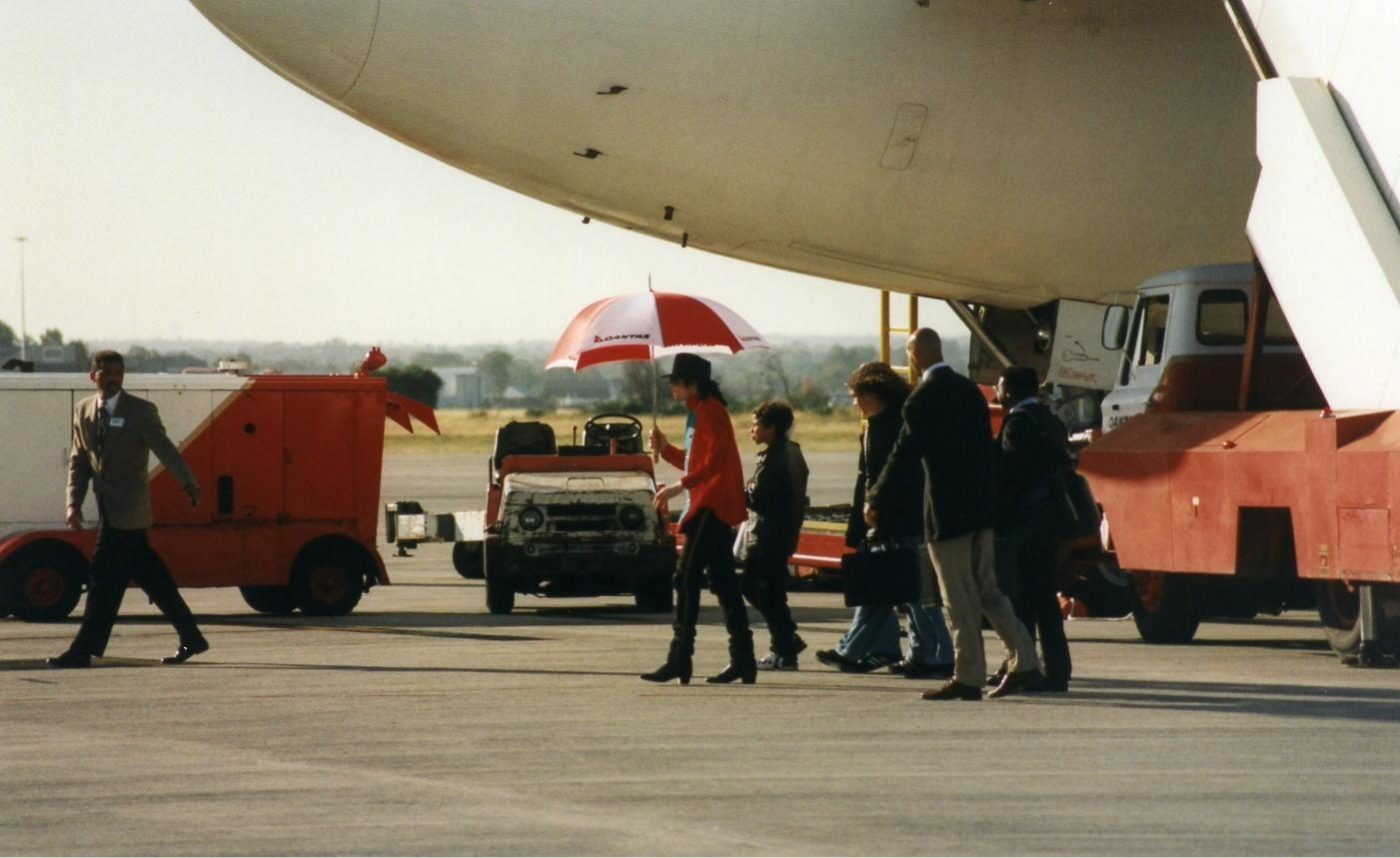
Michael Jackson al suo arrivo all'aeroporto di Perth per una delle tappe del tour in Australia nel 1996.

Il tour di Jackson in Australia divenne il più grande evento mai visto fino ad allora nel paese, superando di gran lunga il clamore della sua precedente visita nel 1987: i sei concerti inizialmente previsti furono sold out in meno di 8 ore, portando gli organizzatori ad aggiungere 3 ulteriori spettacoli; oltre 330.000 fan videro il tour negli stadi di 5 diverse città. Il 14 novembre 1996 Jackson si sposò per la seconda volta, con una cerimonia improvvisata nella camera d'albergo in cui soggiornava a Sydney, insieme alla sua amica ed ex-infermiera Deborah Jeanne Rowe. Nei giorni successivi, Jackson prese parte ad una serie di eventi pubblici che attirarono folle da record: 15.000 fan circondarono le strade adiacenti al cinema in cui stava assistendo alla première australiana del suo film Ghosts, mentre 20.000 persone invasero i giardini del Teatro dell'Opera di Sydney per vederlo ricevere targhe e premi per le vendite dei suoi album nel paese, una scena che si ripeté pochi giorni dopo anche a Melbourne. Jackson stabilì nuovi record di presenze anche in Nuova Zelanda, con 90.000 spettatori ai due concerti di Auckland.
Il 3 e 4 gennaio 1997 Jackson si esibì alle Hawaii, diventando il primo artista della storia a registrare il tutto esaurito all'Aloha Stadium di Honolulu, davanti 35.000 spettatori a sera. Nessun artista era mai riuscito a fare sold out con uno spettacolo allo stadio; Jackson ne fece due in meno di una giornata; il primo giorno di vendite, 20.000 persone si accalcarono davanti ai botteghini per acquistare i biglietti. Esse furono anche le uniche due tappe del tour negli Stati Uniti, nonché le prime del cantante in patria dal 1989.

### Europa

Michael Jackson canta Heal the World durante uno dei concerti a Monaco di Baviera.

Il 31 maggio 1997 Jackson aprì il tour europeo, in cui avrebbe promosso non solo HIStory, ma anche il nuovo album di remix Blood On the Dance Floor. Tutti i 10 concerti tenuti in Germania furono sold out, con più di 600.000 biglietti venduti, infrangendo ogni precedente record: 55.000 spettatori a sera videro i due concerti al Weserstadion di Brema, oltre 50.000 persone stabilirono il record di presenze a Kiel, e altri 78.000 fan assistettero al concerto nell'Olympiastadion di Berlino. Jackson si esibì inoltre per due sere all'Olympiastadion di Monaco di Baviera, di fronte a 140.000 spettatori, mentre 85.000 fan seguirono lo spettacolo tenuto all'Hockenheimring, rendendolo il concerto più grande del tour europeo del 1997. Il 18 giugno il tour fece tappa in Italia per un'unica data allo Stadio San Siro di Milano, che accolse 45.000 spettatori paganti, per poi tornare nei Paesi Bassi per eseguire altri due concerti all'Amsterdam Arena; in totale i 5 concerti olandesi del tour furono visti da un numero record di 250.000 fan. Nel Regno Unito Jackson si esibì davanti a 52.000 spettatori al Don Valley Stadium, il pubblico più grande nella storia dello stadio di Sheffield, mentre a Londra eseguì altri tre sold out, diventando l'unico artista ad essersi esibito in 15 concerti allo Stadio di Wembley, davanti ad un pubblico totale di oltre 1 milione di spettatori, il più grande nella storia dello stadio. I due concerti allo Stadio Parken di Copenaghen furono seguiti da 60.000 spettatori a sera, registrando il record di presenze dello stadio danese. Il secondo concerto si svolse il 29 agosto 1997, nel giorno del 39º compleanno di Jackson: al termine di You Are Not Alone, lo staff portò sul palco una gigantesca torta, mentre la band e il pubblico gli cantarono Happy Birthday. Prima di Jackson nessun artista internazionale si era mai esibito in Estonia o negli altri Paesi baltici; con oltre 80.000 spettatori, il suo spettacolo al Tallinn Festival Ground divenne l'evento musicale più grande mai avvenuto nella regione fino a quel momento. Il concerto belga previsto all'ippodromo di Ostenda venne rimandato a causa della morte di Diana Spencer, grande amica di Jackson, avvenuta quello stesso giorno; lo spettacolo, tenuto pochi giorni dopo davanti a più di 60.000 fan, venne quindi dedicato alla memoria della principessa. In totale, oltre due milioni di fan videro il tour europeo del 1997.

### Africa
Jackson concluse il tour mondiale con 5 date in Sudafrica; le sue ultime esibizioni nel paese risalivano al 1979, ai tempi dei Jacksons. Gli spettacoli a Città del Capo, Johannesburg e Durban attirarono oltre 230.000 persone, incluso il presidente Nelson Mandela, rendendo l'HIStory World Tour la tournée di maggior successo di tutti i tempi nel paese.

## Date
| Data              | Città               | Stato           | Luogo                           | Biglietti (venduti / disponibili) | Incasso      |
| Europa            | Europa              | Europa          | Europa                          | Europa                            | Europa       |
| ----------------- | ------------------- | --------------- | ------------------------------- | --------------------------------- | ------------ |
| 7 settembre 1996  | Praga               | Repubblica Ceca | Letná Park                      | 125.000 / 125.000                 |              |
| 10 settembre 1996 | Budapest            | Ungheria        | Stadio Ferenc Puskás            | 50.000 / 65.000                   |              |
| 14 settembre 1996 | Bucarest            | Romania         | Stadionul Național              | 70.000 / 70.000                   |              |
| 17 settembre 1996 | Mosca               | Russia          | Stadio Dinamo                   | 50.000 / 50.000                   |              |
| 20 settembre 1996 | Varsavia            | Polonia         | Lotnisko Bemowo                 | 120.000 / 120.000                 |              |
| 24 settembre 1996 | Saragozza           | Spagna          | Stadio de La Romareda           | 45.000 / 45.000                   |              |
| 28 settembre 1996 | Amsterdam           | Paesi Bassi     | Amsterdam Arena                 | 250.000 / 250.000                 |              |
| 30 settembre 1996 | Amsterdam           | Paesi Bassi     | Amsterdam Arena                 | 250.000 / 250.000                 |              |
| 2 ottobre 1996    | Amsterdam           | Paesi Bassi     | Amsterdam Arena                 | 250.000 / 250.000                 |              |
| Africa            |                     |                 |                                 |                                   |              |
| 7 ottobre 1996    | Tunisi              | Tunisia         | Stadio El Menzah                | 60.000 / 60.000                   |              |
| Asia              |                     |                 |                                 |                                   |              |
| 11 ottobre 1996   | Seul                | Corea del Sud   | Stadio Olimpico                 | 100.000 / 100.000                 |              |
| 13 ottobre 1996   | Seul                | Corea del Sud   | Stadio Olimpico                 | 100.000 / 100.000                 |              |
| 18 ottobre 1996   | Taipei              | Taiwan          | Stadio Chungshan                | 80.000 / 80.000                   |              |
| 20 ottobre 1996   | Kaohsiung           | Taiwan          | Stadio Chungcheng               | 30.000 / 30.000                   |              |
| 22 ottobre 1996   | Taipei              | Taiwan          | Stadio Chungshan                | —                                 |              |
| 25 ottobre 1996   | Singapore           | Singapore       | Stadio nazionale                | 26.000 / 35.000                   |              |
| 27 ottobre 1996   | Kuala Lumpur        | Malaysia        | Stadio Merdeka                  | 80.000 / 80.000                   |              |
| 29 ottobre 1996   | Kuala Lumpur        | Malaysia        | Stadio Merdeka                  | 80.000 / 80.000                   |              |
| 1º novembre 1996  | Mumbai              | India           | Andheri Sports Complex          | 70.000 / 70.000                   |              |
| 5 novembre 1996   | Bangkok             | Thailandia      | Aktiv Square                    | 40.000 / 40.000                   |              |
| Oceania           |                     |                 |                                 |                                   |              |
| 9 novembre 1996   | Auckland            | Nuova Zelanda   | Ericsson Stadium                | 86.000 / 86.000                   |              |
| 11 novembre 1996  | Auckland            | Nuova Zelanda   | Ericsson Stadium                | 86.000 / 86.000                   |              |
| 14 novembre 1996  | Sydney              | Australia       | Sydney Cricket Ground           | 86.000 / 86.000                   |              |
| 16 novembre 1996  | Sydney              | Australia       | Sydney Cricket Ground           | 86.000 / 86.000                   |              |
| 19 novembre 1996  | Brisbane            | Australia       | ANZ Stadium                     | 40.000 / 40.000                   |              |
| 22 novembre 1996  | Melbourne           | Australia       | Melbourne Cricket Ground        | 130.000 / 130.000                 |              |
| 24 novembre 1996  | Melbourne           | Australia       | Melbourne Cricket Ground        | 130.000 / 130.000                 |              |
| 26 novembre 1996  | Adelaide            | Australia       | Adelaide Oval                   | 30.000 / 30.000                   |              |
| 30 novembre 1996  | Perth               | Australia       | Burswood Dome                   | 60.000 / 60.000                   |              |
| 2 dicembre 1996   | Perth               | Australia       | Burswood Dome                   | 60.000 / 60.000                   |              |
| 4 dicembre 1996   | Perth               | Australia       | Burswood Dome                   | 60.000 / 60.000                   |              |
| Asia              |                     |                 |                                 |                                   |              |
| 8 dicembre 1996   | Manila              | Filippine       | Asia World City Concert Grounds | 110.000 / 110.000                 |              |
| 10 dicembre 1996  | Manila              | Filippine       | Asia World City Concert Grounds | 110.000 / 110.000                 |              |
| 12 dicembre 1996  | Tokyo               | Giappone        | Tokyo Dome                      | 180.000 / 180.000                 |              |
| 15 dicembre 1996  | Tokyo               | Giappone        | Tokyo Dome                      | 180.000 / 180.000                 |              |
| 17 dicembre 1996  | Tokyo               | Giappone        | Tokyo Dome                      | 180.000 / 180.000                 |              |
| 20 dicembre 1996  | Tokyo               | Giappone        | Tokyo Dome                      | 180.000 / 180.000                 |              |
| 26 dicembre 1996  | Fukuoka             | Giappone        | Fukuoka Dome                    | 80.000 / 80.000                   |              |
| 28 dicembre 1996  | Fukuoka             | Giappone        | Fukuoka Dome                    | 80.000 / 80.000                   |              |
| 31 dicembre 1996  | Bandar Seri Begawan | Brunei          | Jerudong Park                   | 4.000 / 4.000                     |              |
| Nord America      |                     |                 |                                 |                                   |              |
| 3 gennaio 1997    | Honolulu            | Stati Uniti     | Aloha Stadium                   | 70.000 / 70.000                   | $6.800.000   |
| 4 gennaio 1997    | Honolulu            | Stati Uniti     | Aloha Stadium                   | 70.000 / 70.000                   | $6.800.000   |
| Europa            |                     |                 |                                 |                                   |              |
| 31 maggio 1997    | Brema               | Germania        | Weserstadion                    | 85.000 / 85.000                   |              |
| 3 giugno 1997     | Colonia             | Germania        | Mungersdorfer Stadion           | 60.000 / 60.000                   |              |
| 6 giugno 1997     | Brema               | Germania        | Weserstadion                    | —                                 |              |
| 8 giugno 1997     | Amsterdam           | Paesi Bassi     | Amsterdam Arena                 | —                                 |              |
| 10 giugno 1997    | Amsterdam           | Paesi Bassi     | Amsterdam Arena                 | —                                 |              |
| 13 giugno 1997    | Kiel                | Germania        | Nordmark Sport Field            | 55.000 / 55.000                   |              |
| 15 giugno 1997    | Gelsenkirchen       | Germania        | Parkstadion                     | 50.000 / 50.000                   |              |
| 18 giugno 1997    | Milano              | Italia          | Stadio Meazza                   | 45.000 / 55.000                   |              |
| 20 giugno 1997    | Losanna             | Svizzera        | Stadio Olimpico                 | 35.000 / 35.000                   |              |
| 22 giugno 1997    | Bettembourg         | Lussemburgo     | Krakelschaff                    | 45.000 / 45.000                   |              |
| 25 giugno 1997    | Lione               | Francia         | Stadio di Gerland               | 25.000 / 25.000                   | N.D.         |
| 27 giugno 1997    | Parigi              | Francia         | Parco dei Principi              | 95.000 / 100.000                  |              |
| 29 giugno 1997    | Parigi              | Francia         | Parco dei Principi              | 95.000 / 100.000                  |              |
| 2 luglio 1997     | Vienna              | Austria         | Stadio Ernst Happel             | 50.000 / 50.000                   |              |
| 4 luglio 1997     | Monaco di Baviera   | Germania        | Stadio Olimpico                 | 150.000 / 150.000                 |              |
| 6 luglio 1997     | Monaco di Baviera   | Germania        | Stadio Olimpico                 | 150.000 / 150.000                 |              |
| 9 luglio 1997     | Sheffield           | Regno Unito     | Don Valley Stadium              | 45.000 / 45.000                   | $1.991.600   |
| 12 luglio 1997    | Londra              | Regno Unito     | Stadio di Wembley               | 212.601 / 216.000                 | $9.236.683   |
| 15 luglio 1997    | Londra              | Regno Unito     | Stadio di Wembley               | 212.601 / 216.000                 | $9.236.683   |
| 17 luglio 1997    | Londra              | Regno Unito     | Stadio di Wembley               | 212.601 / 216.000                 | $9.236.683   |
| 19 luglio 1997    | Dublino             | Irlanda         | RDS Arena                       | 40.261 / 40.261                   | $1.740.203   |
| 25 luglio 1997    | Basilea             | Svizzera        | St. Jakob Stadium               | 55.000 / 55.000                   | $2.317.881   |
| 27 luglio 1997    | Nizza               | Francia         | Stadio Charles Ehrmann          | 30.003 / 36.260                   | $1.083.898   |
| 1º agosto 1997    | Berlino             | Germania        | Stadio Olimpico                 | 77.000 / 77.000                   | $2.934.036   |
| 3 agosto 1997     | Lipsia              | Germania        | Festwiese                       | 54.483 / 55.000                   | $2.110.035   |
| 10 agosto 1997    | Hockenheim          | Germania        | Hockenheimring                  | 85.000 / 85.000                   | $3.261.701   |
| 14 agosto 1997    | Copenaghen          | Danimarca       | Stadio Parken                   | 97.563 / 97.563                   | $5.296.577   |
| 16 agosto 1997    | Göteborg            | Svezia          | Ullevi                          | 50.000 / 50.000                   | $2.202.073   |
| 19 agosto 1997    | Oslo                | Norvegia        | Valle Hovin                     | 45.000 / 50.000                   | $1.646.889   |
| 22 agosto 1997    | Tallinn             | Estonia         | Festival Grounds                | 75.000 / 75.000                   | $2.627.174   |
| 24 agosto 1997    | Helsinki            | Finlandia       | Stadio Olimpico                 | 100.000 / 100.000                 | $4.166.735   |
| 26 agosto 1997    | Helsinki            | Finlandia       | Stadio Olimpico                 | 100.000 / 100.000                 | $4.166.735   |
| 29 agosto 1997    | Copenaghen          | Danimarca       | Stadio Parken                   | [ 136 ]                           | [ 136 ]      |
| 3 settembre 1997  | Ostenda             | Belgio          | Ippodromo Wellington            | N.D.                              |              |
| 6 settembre 1997  | Valladolid          | Spagna          | Stadio José Zorrilla            | N.D.                              | N.D.         |
| Africa            |                     |                 |                                 |                                   |              |
| 4 ottobre 1997    | Città del Capo      | Sudafrica       | Green Point Stadium             | 70.000 / 70.000                   | $2.092.625   |
| 6 ottobre 1997    | Città del Capo      | Sudafrica       | Green Point Stadium             | 70.000 / 70.000                   | $2.092.625   |
| 10 ottobre 1997   | Johannesburg        | Sudafrica       | Johannesburg Stadium            | 106.495 / 108.000                 | $3.747.560   |
| 12 ottobre 1997   | Johannesburg        | Sudafrica       | Johannesburg Stadium            | 106.495 / 108.000                 | $3.747.560   |
| 15 ottobre 1997   | Durban              | Sudafrica       | Kings Park Stadium              | 50.000 / 50.000                   | $1.493.047   |
| Totale            | Totale              | Totale          | Totale                          | 4 420 158 / 4 500 000 (98%)       | $165 milioni |

### Cancellazioni e modifiche
- 7 settembre 1996: Praga, Repubblica Ceca, Stadio Strahov; Spostato al Letná Park (per problemi di organizzazione).[137]
- 27 e 29 settembre 1996: Casablanca, Marocco, Stadio Mohamed V; cancellati (vietati dalle autorità).[138]
- 2 ottobre 1996: Il Cairo, Egitto, Stadio internazionale del Cairo; cancellato (per problemi di sicurezza).[139]

(Le tre date cancellate in Nordafrica furono sostituite dai concerti all'Amsterdam Arena nei Paesi Bassi).
- 16 ottobre 1996: Taipei, Taiwan, Chungshan Soccer Stadium; Riprogrammato per il 22 ottobre 1996 (per problemi di organizzazione).[141]
- 27 ottobre 1996: Selangor, Malaysia, Stadio Shah Alam; cancellato (vietato dalle autorità);[72] Spostato al Merdeka Stadium di Kuala Lumpur con una seconda data aggiuntiva.[142][143]
- Novembre 1996: Hong Kong, Hong Kong Stadium; cancellato (vietato dalle autorità).[144][145]
- 24 dicembre 1996: Hong Kong, Hong Kong Stadium; cancellato (vietato dalle autorità).[146]
- Gennaio 1997: i concerti previsti a Città del Capo, Johannesburg e Durban, in Sudafrica, furono spostati all'ottobre dello stesso anno, dopo la fine del tour europeo.[147][148][149]
- Febbraio 1997: i concerti pianificati a San Paolo, Rio de Janeiro, Curitiba e Brasilia, in Brasile, furono prima riprogrammati per il 1998 e poi definitivamente annullati a causa di problemi con gli sponsor locali.[150]
- 20 giugno 1997: Napoli, Italia, Stadio San Paolo; cancellato (per problemi di organizzazione);[151][152][153] Sostituito dal concerto allo Stade Olympique di Losanna in Svizzera.[154]
- Luglio 1997: Glasgow, Regno Unito, Ibrox Stadium; cancellati (erano stati pianificati due concerti; il Celtic Park era stato considerato in precedenza come location alternativa).[155][156]
- 29 luglio 1997: Barcellona, Spagna, Estadi Olímpic; riprogrammato per il 4 settembre 1997;[157] cancellato (per problemi di organizzazione).[158][159]
- 8 agosto 1997: Lubiana, Slovenia, Hipodrom Stožice; riprogrammato per il 9 settembre 1997;[160] cancellato (pochi biglietti venduti, 20.000 sui 70.000 previsti).[161][162][163][164]
- 31 agosto 1997: Ostenda, Belgio, Hippodrome Wellington; riprogrammato per il 3 settembre 1997;[157] (a causa della morte improvvisa di Lady Diana).[127]
- 12 settembre 1997: Palermo, Italia, Aeroporto Palermo-Boccadifalco; cancellato (per problemi di organizzazione. Il concerto, ad ingresso gratuito, era stato programmato come evento speciale di chiusura della XIX Universiade).[165]
- 13 Settembre 1997: Catania, Italia, Stadio Angelo Massimino; cancellato (pianificato ad inizio tour nel 1996, annullato per problemi di organizzazione)
- 16 e 18 settembre 1997: Tunisi, Tunisia, Stadio El Menzah; annullati

## Home video e televisione
Come per i suoi precedenti tour da solista, tutte le tappe del tour sono state riprese con telecamere professionali, montate in diretta dal regista del tour e salvate dalla Nocturne Productions (oggi chiamata PRG) e in seguito archiviate dalla MJJ Productions e oggi in possesso dell'Estate of Michael Jackson.

### I concerti di Monaco di Baviera
Le due tappe di Monaco di Baviera all'Olympiastadion del 4 e 6 luglio 1997 furono scelte per essere montate come un unico concerto da mostrare in TV ed, eventualmente, da pubblicare in via ufficiale, come era successo nei precedenti tour di Jackson con le tappe di Yokohama (Bad Tour) nel 1987 e di Bucarest (Dangerous Tour) nel 1992. Pertanto vennero aggiunte telecamere extra per avere ulteriori angoli di ripresa, comprese immagini sulla folla, ed entrambe le tappe furono riprese in HD. Al montaggio finale vennero anche aggiunte alcune riprese dal concerto di Lipsia dove si vedeva Jackson interrompere una performance per impedire che lui e i ballerini calpestassero accidentalmente un insetto finito sul palco (filmato divenuto virale sul web nel corso del 2021). Alla fine la pubblicazione in home video in VHS e DVD venne annullata dato che Jackson non gradì particolarmente la resa del montaggio e delle performance, come alcune imprecisioni presenti nelle coreografie o negli effetti e, inoltre, dato che aveva la laringite durante le due serate, anche la performance canora non fu delle migliori. Jackson dichiarò alla sua fanzine più importante in quel momento:
aggiungere venti minuti all'inizio per mostrare i fan che arrivano allo stadio, voglio mostrare l'entusiasmo, l'emozione del pubblico...»
(Michael Jackson alla fanzine Black & White Magazine, 1997)
Nonostante questo, il concerto venne trasmesso nel 1997 dal canale televisivo tedesco Sat.1 e replicato in HD su ZDF e, nel corso degli anni, da vari altri canali televisivi in giro per il mondo. Ad oggi non è stato ancora pubblicato in via ufficiale, anche se la Sony ha dichiarato di avere l'intenzione in futuro di riconvertirlo in 3D e di mostrarlo nei cinema con una possibile pubblicazione in Blu-ray. Il concerto composto del montaggio di entrambe le tappe è stato varie volte caricato da alcuni utenti su siti di video sharing come YouTube ed è pertanto disponibile online anche in HD.
Esiste anche un'altra versione del concerto, con meno riprese del pubblico, si tratta del montaggio della tappa del 6 luglio fatto in diretta per gli schermi giganti dal regista così come fu archiviato dopo il concerto, senza nessun ulteriore editing; tale versione è stata diffusa online completa nel 2015.
Stando ad alcune voci, dei remaster in alta qualità (Ultra HD) delle date di Praga e Monaco di Baviera sono state presentate il 29 agosto 2021, giorno del 63º compleanno di Jackson, durante il Michael Jackson: One. I concerti rimasterizzati e, forse, con nuove riprese da angolazioni inedite, potrebbero essere pubblicati in futuro.
A partire dal 2022 è reperibile online del materiale trafugato dai server della Sony Music, proveniente da un progetto, datato ottobre 2020, per la prevista pubblicazione ufficiale in Blu-ray dei concerti di Monaco di Baviera, come parte della celebrazione dei 25 anni dell'album HIStory. Il materiale trapelato online comprende l'intera performance di Billie Jean in 4K, comprensiva di nuove angolazioni di ripresa, e oltre un'ora di registrazione audio in formato multitraccia dove sono presenti le tracce cantate dal vivo (dove si sente particolarmente quanto la laringite avesse colpito il cantante durante i due concerti) delle canzoni cantate in playback durante il tour, tra le quali la stessa Billie Jean, Thriller, Beat It, Blood on the Dance Floor, Black or White, Dangerous ed Earth Song. Tali tracce dal vivo non saranno incluse nella pubblicazione ufficiale, ma sono state rispolverate dalla Sony per estrapolarne alcune piccole parti per dare una parvenza di live ad alcune parti precedentemente cantate solo in playback. Il progetto HIStory 25 è stato rimandato nel 2020 dalla Sony Music a causa della pandemia di COVID-19.

### Altri concerti reperibili
Altre tappe dell'HIStory World Tour vennero vendute ad alcune emittenti televisive, commercializzate solo in alcuni paesi o acquistate per altre vie da alcuni fan ed è pertanto possibile reperirle online. Qui di seguito, in ordine per tappa, i concerti reperibili in versione professionale e, nella maggior parte dei casi, in versione completa:
- Le tappe del Brunei, ossia il "Royal Concert" del 16 luglio e la tappa dell'HIStory Tour del 31 dicembre 1996, vennero distribuite in rari boxset in edizione limitata in formato VHS, Laserdisc e CD solo nel Brunei e sono rimaste inedite per anni per poi infine venire acquistate da alcuni fan che le hanno diffuse online.[182][183]
- La tappa di Bucarest del 14 settembre 1996 venne trasmessa da Tele 7 ABC nel 1996 ma venne mostrata da tale TV in versione editata con spezzoni di riprese audiovisive del pubblico della famosa tappa di Bucarest del Dangerous World Tour di quattro anni prima.[184]
- La tappa di Tunisi del 7 ottobre 1996 venne trasmessa, senza l'introduzione con l'astronave e l'ultimo brano, dal canale TV Nessma in Tunisia solo nel 2010 dopo la morte del cantante, il concerto è stato ritrasmesso nel 2013.[185]
- Le tappe di Seul dell'11 e 13 ottobre 1996 vennero montate come unico concerto per essere trasmesso in TV e commercializzato in una rara VHS soltanto in Corea del Sud nel 1996.[186][187]
- La tappa di Kuala Lumpur del 27 ottobre 1996 venne trasmessa dalla TV in Malaysia nel 1996.[188] La seconda tappa del 29 ottobre 1996 è invece reperibile online per intero dal 2015.[189]
- La tappa dell'11 novembre 1996 di Auckland venne trasmessa dalla TV in Nuova Zelanda nel 1996.[190] Quella del 9 novembre è diventata disponibile online nella sua interezza dal 2015.[191]
- La tappa di Sydney del 16 novembre 1996 fu mandata in onda, in versione parziale, dalla TV in Australia nel 1996 con diverse canzoni omesse.[192]
- La tappa di Manila del 10 dicembre 1996 fu mandata in onda dalla TV nelle Filippine nel 1996 con il brano The Way You Make Me Feel omesso.[193]
- La tappa del 14 agosto di Copenaghen, la tappa del 16 agosto di Göteborg e la tappa del 26 agosto di Helsinki, del 1997, vennero trasmesse da TV1000 e da TV3 (delle TV satellitari) nel 1997.[194][195][196]
- La tappa di Basilea del 25 luglio 1997 è stata diffusa online nella sua interezza nel 2016.[197]
- La tappa di Johannesburg del 12 ottobre 1997 è stata diffusa online nella sua interezza nel 2017.[198]

In Italia le esibizioni di Scream e They Don't Care About Us della tappa di Brema furono trasmesse da Italia 1, mentre uno spezzone della tappa di Milano fu trasmesso dal canale Italia 9 Network.
Nel 2020, il batterista Jonathan Moffett ha condiviso sul suo canale YouTube ufficiale una serie di video inediti girati sul palco durante l'ultimo concerto del tour in Sudafrica. Michael fu l'unico artista con cui ha suonato che avesse concesso di filmare gli spettacoli mediante l'uso di una "Drum Cam", in modo da catturare le immagini del suo strumento per i suoi archivi personali.

## Personale

### Artista principale
- Michael Jackson: cantante, ballerino, co-coreografo, direttore musicale

### Band
- Direttore musicale: Brad Buxer
- Assistente direttore musicale: Kevin Dorsey
- Batteria: Jonathan Moffett
- Basso: Freddie Washington
- Chitarra solista: Jennifer Batten, Greg Howe (che sostituì la Batten, su raccomandazione di lei, quando si dovette assentare a causa della malattia della madre)[202]
- Chitarra Ritmica: David Williams
- Tastiera: Isaia Sanders, Brad Buxer
- Direttore vocale: Dorian Holley
- Cori: Kevin Dorsey, Dorian Holley, Marva Hicks, Darryl Phinnessee e Fred White

### Ballerini
- LaVelle Smith Jr
- Travis Payne
- Shawnette Heard
- Damon Navandi
- Courtney Miller
- Anthony Talauega
- Richmond Talauega
- Lori Werner
- Jason Yribar
- Cris Judd
- Stacy Walker
- Faune A. Chambers

### Altri
- Regista, messa in scena e progetto: Kenny Ortega
- Direttore esecutivo: MJJ Productions/Bob Jones
- Direttore artistico: Michael Jackson
- Assistente alla regia: Peggy Holmes
- Coreografie principali: Michael Jackson e LaVelle Smith Jr (They Don't Care About Us, In the Closet, Dangerous), Vincent Paterson (Smooth Criminal, The Way You Make Me Feel), Michael Peters (Thriller, Beat It)
- Sostituto di Jackson durante finale Thriller e coreografo bambini: Bruno "Taco" Falcon
- Creazione trucco di magia alla fine di Thriller: Franz Harary
- Progettazione palco: Michael Cotton & John McGraw
- Tecnico delle luci: Peter Morse
- Direttore della sicurezza: Bill Bray
- Sicurezza: Wayne Nagin e Yannick Allain
- Costumisti: Dennis Tompkins e Michael Lee Bush
- Personale guardaroba: Sean Garcia, Tony Villanueva, Gerard Basel e Brabara Chennault
- Truccatrice e parrucchiera principale: Karen Faye
- Tour manager: Tarak Ben Ammar
- Produzione: Kingdom Entertainment, Quinta Communications